# Casearia selloana
Casearia selloana är en videväxtart som beskrevs av August Wilhelm Eichler. Casearia selloana ingår i släktet Casearia och familjen videväxter. Inga underarter finns listade i Catalogue of Life.